# اکسیف
قالب فایل تصویری تعویض‌پذیر (به انگلیسی: Exchangeable image file format) که به اختصار اکسیف (به انگلیسی: Exif) خوانده می‌شود خصوصیاتی است برای قالب‌های فایل تصویری که توسط دوربین‌های دیجیتال و اسکنرها مورد استفاده قرار می‌گیرد. این خصوصیات در قالب‌های JPEG, TIFF و RIFF WAV استفاده می‌شود. لازم است ذکر شود قالب‌های فایل JPEG 2000، PNG و GIF از آن پشتیبانی نمی‌کنند.
اکسیف توسط انجمن توسعه صنایع الکترونیک ژاپن (JEIDA) به وجود آمد. نسخهٔ ۲٫۱ آن در ۱۲ ژوئن ۱۹۹۸ و آخرین نسخهٔ آن که ۲٫۳ است در آوریل ۲۰۱۰ به ثبت رسیده است که  JEITA  و انجمن محصولات دوربین و تصویربرداری (CIPA) به‌طور مشترک بر روی آن کار کرده‌اند. اگرچه این خصوصیات توسط هیچ مؤسسهٔ صنعتی یا استانداردسازی مدیریت نمی‌شود ولی تولیدکنندگان دوربین به‌طور گسترده از آن استفاده می‌کنند.
متادیتایی که در اکسیف استفاده می‌شوند شامل موارد زیر هستند:
- اطلاعات تاریخ و زمان. دوربین‌های دیجیتال اطلاعات تاریخ و زمان عکسبرداری را ضبط و به عنوان فراداده ذخیره می‌کنند.
- تنظیمات دوربین. این تنظیمات شامل اطلاعات ثابتی مانند مدل و شرکت سازندهٔ دوربین و همچنین اطلاعات متغیری که ممکن است در هر تصویر متفاوت باشد مانند چرخش عکس، لنز، زمان نوردهی، فاصله کانونی عدسی، سنجش نور و سرعت فیلم می‌شود.
- یک ریزعکس (تصویر بندانگشتی) برای پیش‌نمایش مانند چیزی که در صفحهٔ ال‌سی‌دی دوربین دیده می‌شود. این تصویر کوچک در مدیر فایل یا نرم‌افزار مدیریت تصاویر به عنوان پیش‌نمایش عکس استفاده می‌شود.
- توضیحات یا کپی رایت مربوط به تصویر

## مثال

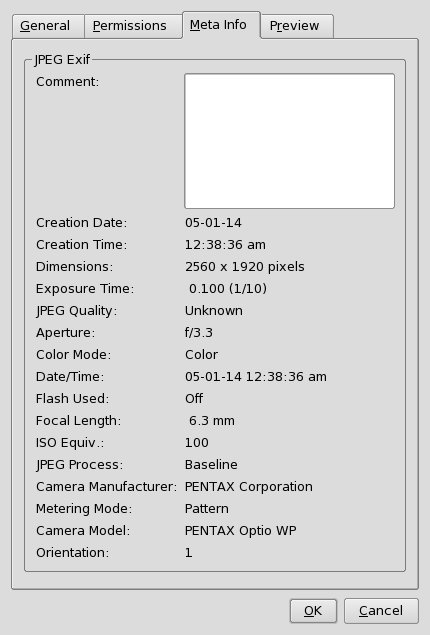
نماگرفتی در کانکرور از نمایش اطلاعات اکسیف

جدول زیر اطلاعات اکسیف برای یک تصویر که توسط دوربینی معمولی گرفته شده‌است را نمایش می‌دهد. توجه داشته باشید که اطلاعات ایجادکننده و کپی‌رایت معمولاً توسط دوربین ضبط و ذخیره نمی‌شوند و باید در مراحل بعدی آن‌ها را تکمیل کرد.
| تگ                        | مقدار                      |
| ------------------------- | -------------------------- |
| تولیدکننده                | CASIO                      |
| مدل                       | QV-4000                    |
| چرخش عکس                  | top - left [هشت حالت ممکن] |
| نرم‌افزار                  | Ver1.01                    |
| تاریخ و زمان              | ۲۰۰۳:۰۸:۱۱ ۱۶:۴۵:۳۲        |
| YCbCr موقعیت              | centered                   |
| فشرده‌سازی                 | JPEG compression           |
| رزولوشن-x                 | ۷۲٫۰۰                      |
| رزولوشن-y                 | ۷۲٫۰۰                      |
| رزولوشن واحد              | اینچ                       |
| زمان نوردهی               | ۱/۶۵۹ ثانیه                |
| فاصله کانونی              | f/4.0                      |
| ExposureProgram           | Normal program             |
| نسخهٔ اکسیف                | Exif Version 2.1           |
| Date and Time (original)  | ۲۰۰۳:۰۸:۱۱ ۱۶:۴۵:۳۲        |
| Date and Time (digitized) | ۲۰۰۳:۰۸:۱۱ ۱۶:۴۵:۳۲        |
| ComponentsConfiguration   | Y Cb Cr -                  |
| Compressed Bits per Pixel | ۴٫۰۱                       |
| Exposure Bias             | ۰٫۰                        |
| MaxApertureValue          | ۲٫۰۰                       |
| Metering Mode             | Pattern                    |
| Flash                     | Flash did not fire.        |
| فاصله کانونی عدسی         | 20.1 mm                    |
| MakerNote                 | 432 bytes unknown data     |
| FlashPixVersion           | FlashPix Version 1.0       |
| Color Space               | sRGB                       |
| PixelXDimension           | ۲۲۴۰                       |
| PixelYDimension           | ۱۶۸۰                       |
| File Source               | DSC                        |
| InteroperabilityIndex     | R98                        |
| InteroperabilityVersion   | (null)                     |